# Nhà hát Juliusz Słowacki
Nhà hát Juliusz Słowacki ở Kraków, Ba Lan, (tiếng Ba Lan: Teatr im. Juliusza Słowackiego w Krakowie Juliusza Słowackiego w Krakowie), được dựng lên vào năm 1893, mô phỏng theo một số nhà hát phong cách Baroque hay nhất châu Âu như Nhà hát Opera Paris do Charles Garnier thiết kế, và được đặt theo tên của nhà thơ Ba Lan Juliusz Słowacki vào năm 1909.

## Lịch sử
Được thiết kế bởi Jan Zawiejski, nhà hát đã được xây dựng trên Quảng trường Holy Ghost (Plac w. Ducha) thay cho nhà thờ và tu viện thế kỷ 14 trước đây theo trật tự tôn giáo 'Duchacy' hoặc công giáo Order of the Holy Ghost (do đó là tên của quảng trường). Nhà thờ đã được chuyển đổi thành một tòa nhà dân cư do sự thế tục hóa của nhánh nam Ba Lan vào năm 1783. Hội đồng thành phố Kraków đã quyết định phá hủy nó vào năm 1886 để nhường chỗ cho một nhà hát mới. Nhà thờ đã bị dỡ bỏ vào tháng 5 năm 1892  –  một sự kiện gây ra nhiều tranh cãi, đáng chú ý là tuyên bố đầy cảm xúc của họa sĩ người Ba Lan Jan Matejko, rằng ông sẽ không bao giờ tổ chức triển lãm tranh của mình ở Kraków nữa.

Nhà hát mới khai trương vào ngày 21 tháng 10 năm 1893. Đó là một ví dụ tinh tế của kiến trúc chủ nghĩa chiết trung Ba Lan, tòa nhà đầu tiên ở Kraków được thiết kế và trang bị đèn điện. Ban đầu nó được gọi là Nhà hát thành phố (Teatr Miejski). Chỉ đến năm 1909, nó mới được đặt tên của Juliusz Słowacki, một nhà thơ người Ba Lan và nhà viết kịch của Chủ nghĩa lãng mạn. 

## Ý nghĩa văn hóa
Nhà hát trở thành nơi sản sinh ra khái niệm sân khấu của phong trào Ba Lan trẻ và có liên quan mật thiết đến việc tái xây dựng các bộ phim lãng mạn cũng như các vở kịch của nhà viết kịch quốc gia Ba Lan Stanisław Wyspiański.

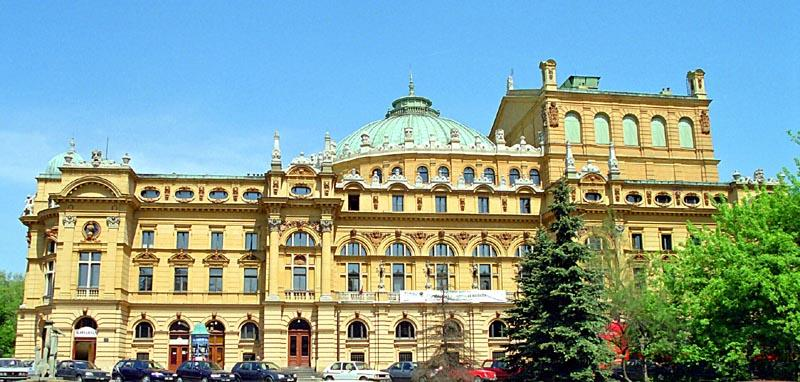
Nhà hát Juliusz Słowacki, xem bên